# Falugija
Falugija (lat. Fallugia), monotipski rod korisnih uresnih grmova iz porodice Rosaceae. Jedina vrsta je F. paradoxa. raširena od Oklahome do kalidornije, i na jug do Meksika. Preferira suhe stjenovite padine, otvorene šume, dna kanjona, često u zajednicama čaparala, pinjona-kleke i bora, često u bogatom vlažnom tlu, ali tolerira većinu zapadnih alkalnih tla u svpjim preferiranim navikama.
Raste na nadmorskim visinama od 3500 do 8000 stopa u Arizoni i Teksasu; 3000 do 7000 stopa u Kaliforniji. Naraste od 6 do 8 stopa (180 do 240 cm.). Lišće: Zeleno, tamnozeleno; dlakavi gore (adaksijalno) srebrnasti dolje (abaksijalno) listopadni ili poluzimzeleni.
- F. paradoxa, Utah
- F. paradoxa
- F. paradoxa
- F. paradoxa

## Sinonimi
- Fallugia acuminata (Wooton) Cockerell; Proc. Acad. Nat. Sci. Philadelphia 56: 109 (1904)
- Fallugia acuminata var. micrantha (Cockerell) Cockerell; Proc. Acad. Nat. Sci. Philadelphia 56: 109 (1904)
- Fallugia mexicana Walp.; Rep. 2: 46 (1843)
- Fallugia micrantha Cockerell; Entomol. News 12(2): 41 (1901)
- Fallugia paradoxa (D.Don) Endl. ex Torr.; Notes Milit. Reconn. (Emory) 139 (1848), isonym
- Fallugia paradoxa var. acuminata Wooton; Bull. Torrey Bot. Club 25: 306 (1898)
- Geum cercocarpoides DC.; Prod. 2: 554 (1825)
- Geum paradoxum (D.Don ex Tilloch & Taylor) Steud.; Nomencl. Bot., ed. 2, 1: 682 (1840)
- Geum plumosum Moc. & Sessé ex D.Don; Trans. Linn. Soc. London 14: 576 (1825)
- Sieversia paradoxa D.Don ex Tilloch & Taylor; Philos. Mag. J. 64: 374 (1824)